# Droideka
A droideka (ejtsd: droidika), becenevein: kerékdroid, guruló, avagy (főként számítógépes játékokban) rombolódroid, a Csillagok háborúja elképzelt univerzumában a Független Rendszerek Konföderációjának és a Kereskedelmi Szövetségnek az egyik hadieszköze. Ezt a harci droidot főleg gyors támadáskor vagy őrködésre használják fel.

## Leírása
A droideka egy harci droid, általában egy bázis vagy űrhajó központi számítógépe irányítja, de vannak önálló működésű egyedei. Ez a droid 1,83 méter magas és 75 kilogrammos. Az érzékelőszenzora vörös színű. A fegyverzete egy, a karfüggelékeken elhelyezkedő páros lézerpuskából áll (az egyik karra lövegek helyett néha közelharcfegyvert – vibrokardot, körfűrészt stb. – szerelnek), valamint lehorgonyzott (nem guruló) állapotban erős defenzív energiapajzsot tud generálni maga körül, amely megvédi a kézifegyverektől, sőt bizonyos mértékig a fénykardtól is. Ezt a droidot a Colla IV nevű bolygón a kolikoidok gyártják, és saját magukról mintázták, ugyanis ők is képesek kör alakot felvenni és áldozatukat ebben a formában lerohanni. A kolikoidok barbár, vérengző nép, akik foglyaikat megeszik.
A droid külső vázát, azaz páncélzatát bronziumból készítik. Amikor helyet változtat, akkor a droideka kör alakot vesz fel és gurul, azonban amikor megáll, a három lábára támaszkodik. Gyártása – elsősorban a hárítópajzs miatt – jóval költségesebb, mint a legtöbb hasonló méretű harci droidé, emiatt csak keveset használnak belőle egy-egy csatában. A költség ellenére Grievous tábornok és a geonosisi Gizor Dellso droid tervező személyes droideka katonasággal bírnak. Mivel igen felfegyverzett és az energiapajzsnak köszönhetően jól védett, ettől a droidtól még a jedik is tartanak.
Ezt a droidot a Kereskedelmi Szövetség az Alaris Prime nevű holdon a vukik ellen vetette be először, azonban a vukik segítségére megérkeztek a jedik; így az Alaris Prime-i hódítási kísérlet kudarcba fulladt.
Naboon a füves puszták csatájában egyebek mellett nagy droideka sereg is részt vett, habár ezek többsége egy olcsóbb, védőpajzs nélküli széria tagja volt. Azonban mint a B1-es rohamdroid, a guruló is függött egy központi rendszertől; emiatt a Lucrehulk-class Droid Control Ship megsemmisítésével a bolygón levő droidekák is használhatatlanokká váltak. Ennek hátrányát érzékelve később a kolikoidok módosították a droideka működését, és gyártottak kisebb létszámban olyanokat, amiket fejlettebb, programozható aggyal láttak el.
Miután a klónok háborúja véget ért, az összes droidegységet deaktiválták. A Yuuzhan Vongok inváziója előtt és idején a megmaradt droidekák különböző kereskedők, csempészek és bűnszövetkezetek kezeibe kerültek.
A történelem során a droidekának számos típusa, azaz szériája volt.

## Megjelenése a filmekben, könyvekben, videojátékokban
Erről a harci droidról a „Baljós árnyak” című regényben olvashatunk először, később pedig a könyvről készült filmben is láthatjuk. A droideka „A klónok támadása” és „A Sith-ek bosszúja”) című filmekben is szerepel. A „Star Wars: A klónok háborúja” című televíziós sorozat számos részében látható legalább egy-két guruló.
A fentieken kívül a droideka rajzfilmekben, könyvekben, képregényekben és videojátékokban is szerepel, vagy meg van említve.

### Fordítás
- Ez a szócikk részben vagy egészben a Droideka című Wookieepedia-szócikk fordítása. Az eredeti cikk szerkesztőit annak laptörténete sorolja fel.